# 奇跡が空に恋を響かせた
「奇跡が空に恋を響かせた」（きせきがそらにこいをひびかせた）は、2022年8月10日にColourful Recordsから発売された日本のボーカルダンスユニット・M!LKの通算13枚目、メジャーデビュー後2枚目となるシングル。
表題曲は、東海テレビ・フジテレビ系 土ドラ『僕の大好きな妻!』オープニングテーマ。

## 収録曲

### CD
1. 奇跡が空に恋を響かせた [3:47]
作詞：園田健太郎、作曲・編曲：江上浩太郎
  - 東海テレビ・フジテレビ系 土ドラ『僕の大好きな妻!』オープニングテーマ
2. 最愛 [4:40]
作詞・作曲・編曲：園田健太郎
  - 初回限定盤A/Bのみ
3. シアワシェイク [3:40]
作詞：イワツボコーダイ、作曲：松坂康司、編曲：eimi
  - 通常盤のみ

### Blu-ray
1. M!LK 島暮らし
  - 初回限定盤Aのみ

1. パッパラ・シュビドゥ・ヴァァァァァァァ(from M!LK SPRING TOUR 2022 "CIRCUS”)
2. 奇跡が空に恋を響かせた (from M!LK SPRING TOUR 2022 "CIRCUS”)
3. 密着M!LK (M!LK SPRING TOUR 2022 "CIRCUS”)
  - 初回限定盤Bのみ

## 収録アルバム
- Jewel